# Lineus longissimus
Lineus longissimus – gatunek wstężnicy. Jedno z najdłuższych znanych zwierząt: na ogół osiąga 5–15 m, lecz znajdowano okazy o długości do 55 m. Jego śluz jest silnie toksyczny.

## Charakterystyka
Zwierzęta te mają zwykle 5–10 milimetrów szerokości. Ich ciało ma brązową barwę z jaśniejszymi (podłużnymi) paskami. 
Śluz tych zwierząt ma zapach przypominający żelazo lub ścieki i zawiera stosunkowo silną neurotoksynę broniącą przed drapieżnikami. Wykazano, że zabija on kraby i karaluchy, dzięki czemu może mieć w przyszłości zastosowanie jako insektycyd rolniczy. Toksyna jest sto razy silniejsza dla owadów niż dla ludzi.

## Środowisko
Lineus longissimus można znaleźć na piaszczystych wybrzeżach, błotnistych brzegach i w basenach pływowych.